# 345
345 (CCCXLV) je bilo navadno leto, ki se je po julijanskem koledarju začelo na torek.

## Dogodki
- 1. januar

## Rojstva
- - Evagrij Pontski, krščanski menih, cerkveni oče († 399)